# Nuno Ribeiro
Nuno Jorge Ribeiro Gaspar, conegut com a Nuno Ribeiro, (Sobrado, Valongo, 29 de juny de 1975) va ser un ciclista portuguès, que fou professional des del 2000 fins al 2014.
El 2005, durant un control al Giro d'Itàlia, va tenir uns resultats alts en hematòcrits i va ser exclòs de la cursa.
El 2006, el seu nom va aparèixer relacionat amb l'Operació Port però no va arribar a ser sancionat.
El 2009 va donar positiu per EPO, juntament amb els seus companys d'equip Héctor Guerra i Isidro Nozal. El juliol de l'any següent va ser sancionat amb dos anys i amb la pèrdua dels resultats aconseguits des del control positiu.
Actualment és el director esportiu de l'equip W52-FC Porto-Porto Canal.

## Palmarès
- 2000
  - Vencedor d'una etapa a la Volta a Portugal del Futur
- 2001
  - Vencedor de 3 etapes a la Volta a Portugal del Futur
- 2002
  - 1r al Gran Premi Abimota i vencedor d'una etapa
- 2003
  - 1r a la Volta a Portugal i vencedor d'una etapa
- 2004
  - Vencedor d'una etapa a la Volta a Tras os Montes e Alto Douro
- 2008
  - 1r al Gran Premi Internacional CTT Correios de Portugal
  - 1r a la Volta a Tras os Montes e Alto Douro i vencedor d'una etapa
  - Vencedor d'una etapa a la Volta a Portugal
- 2004
  - 1r a la Volta a Portugal i vencedor d'una etapa